# Bahnstrecke Bethlehem Junction–Profile House
| Gesellschaft: | zuletzt BM     |                                               |                                               |
| Streckenlänge: | ca. 15,5 km    |                                               |                                               |
| Spurweite: | 914 mm/1435 mm |                                               |                                               |
| |                |                                               |                                               |
| Gleise: | 1              |                                               |                                               |
| \| \| \| \| \| \| \| \| von Mount Washington \| \| \| \| 0 \| Bethlehem Junction NH (früher Pierces Bridge) \| Bethlehem Junction NH (früher Pierces Bridge) \| \| \| \| nach Wing Road \| \| \| \| \| Ammonoosuc River \| \| \| \| \| nach Bethlehem \| \| \| \| \| \| \| \| \| 15½ \| Profile House NH \| Profile House NH \| |                |                                               |                                               |
| |                |                                               |                                               |
| Strecke (außer Betrieb) |                | von Mount Washington                          | von Mount Washington                          |
| Bahnhof (Strecke außer Betrieb) | 0              | Bethlehem Junction NH (früher Pierces Bridge) | Bethlehem Junction NH (früher Pierces Bridge) |
| Abzweig geradeaus und nach rechts (Strecke außer Betrieb) |                | nach Wing Road                                | nach Wing Road                                |
| Brücke über Wasserlauf (Strecke außer Betrieb) |                | Ammonoosuc River                              | Ammonoosuc River                              |
| Abzweig geradeaus und nach rechts (Strecke außer Betrieb) |                | nach Bethlehem                                | nach Bethlehem                                |
| Strecke (außer Betrieb) |                |                                               |                                               |
| Kopfbahnhof Streckenende (Strecke außer Betrieb) | 15½            | Profile House NH                              | Profile House NH                              |

Die Bahnstrecke Bethlehem Junction–Profile House ist eine ehemalige Eisenbahn in New Hampshire (Vereinigte Staaten). Sie ist rund 15,5 Kilometer lang und verbindet die Bahnstrecke Wing Road–Mount Washington mit einem Hotel am Profile Lake. Die Strecke ist vollständig stillgelegt und abgebaut.

## Geschichte
Am Profile Lake entstand ab 1853 ein Hotelresort gebaut, das als Profile House bekannt war. Damit Touristen das Hotel leichter erreichen konnten, ersuchte man 1874 bei der Boston, Concord and Montreal Railroad um den Bau einer Zweigstrecke von ihrer gerade eröffneten Bahnstrecke Wing Road–Mount Washington. Da die zu erwartenden Einkünfte nicht hoch waren, lehnte die Bahngesellschaft dies ab. Allerdings wurde durch die Gale River Lumber Company im gleichen Jahr eine Waldbahn eröffnet, die in Richtung des Profile House führte. Nachdem die Gesellschaft die Holzernte 1878 eingestellt hatte, wurde die Strecke zwar wieder stillgelegt, aber die neugegründete Profile and Franconia Notch Railroad sicherte sich die Trasse, baute ein drittes Gleis in die normalspurige Strecke ein, da man aus Kostengründen eine Schmalspurbahn wollte, und führte sie über eine neuerbaute Brücke bis zum Bahnhof der Boston, Concord & Montreal. Am 25. Juni 1879 ging die Bahn in der Spurweite von drei Fuß (914 mm) in Betrieb.
Die Strecke wurde nur in der Sommersaison betrieben und hatte keine Zwischenstationen. Sie bewährte sich und 1893 wurde die Bahn durch die Concord and Montreal Railroad übernommen, die mittlerweile die in Bethlehem Junction anschließende Strecke besaß. Sie baute auf dieser Strecke bis Zealand Transfer eine dritte Schiene ein, sodass die Personenzüge vom Profile House bis dorthin durchfahren konnten, wo die Fahrgäste auf die Züge der Maine Central Railroad umsteigen konnten. Ab 1895 oblag die Betriebsführung der Boston and Maine Railroad, nachdem diese die Concord&Montreal aufgekauft hatte. Der neue Eigentümer baute nach Ende der Saison 1896 die Strecke auf Normalspur um.
In der Saison 1921 wurde die Strecke nicht mehr in Betrieb genommen und im Juli des Jahres offiziell stillgelegt und später abgebaut. Nur einen Monat später brannte das Hotel am Profile Lake komplett ab.

## Streckenbeschreibung
Die Trasse zweigt an der Siedlung Pierce’s Bridge aus der Bahnstrecke Wing Road–Mount Washington ab und überquert zunächst den Ammonoosuc River. Hinter der Brücke befindet sich die Abzweigstelle der Strecke nach Bethlehem. Die Bahn zum Profile House biegt hier zunächst nach Süden ab und erreicht kurz darauf den U.S. Highway 3, der heute die Trasse bis zum Profile Lake überdeckt.